# Appias olferna
Appias olferna é uma borboleta no género Appias da família Pieridae.

## Distribuição
Appias olferna é nativa do sul da Ásia e da Oceania.
A espécie é encontrada de Bengala até Assam, na Índia; na Birmânia, Laos e Vietname na Indochina; e na Ilha do Natal, perto da Austrália.